# Federação Internacional de Motociclismo
A Federação Internacional de Motociclismo (em francês:  Fédération Internationale de Motocyclisme, normalmente conhecida como F.I.M) é uma associação sem fins lucrativos, originalmente criada em 1904, organizadora dos campeonatos de motocicletas. 
Em sua fundação, no dia 21 de dezembro de 1904, seu nome era Fédération Internationale des Clubs Motocyclistes (FICM) e em 1949, o seu nome foi modificado para o que é usado atualmente. Em 1949, organizou o primeiro campeonato mundial de motociclismo, atual MotoGP.
A partir de 1920, a FIM passou a administrar os recordes de velocidade, conhecido como Motorcycle land-speed record.